# Unda maris
Unda maris (Flûte céleste) är en orgelstämma av typen svävande stämma och som vanligen är 8´. Stämman tillhör kategorin labialstämmor. Unda maris är latin och betyder havsvåg. Stämman är konisk eller öppen flöjtstämma och är stämd lägre eller högre en referenstonshöjden. Franskt tillverkade Unda maris är en stråkstämma.